# Bruce Sterling
Michael Bruce Sterling (* 14. dubna 1954, Brownsville, Texas, USA) je americký spisovatel science fiction, jeden ze zakladatelů kyberpunku. Je proslulý svými romány a důležitou prací na sbírce Mirrorshades (česky Zrcadlovky, Laser-books, Plzeň 2000), která definovala kyberpunk jako samostatný žánr.

## Dílo
Spolu s Williamem Gibsonem, Rudy Ruckerem, Johnem Shirleym, Lewisem Shinerem a Pat Cadiganovou je považován za zakladatele pesimistického a zahořklého směru sci-fi jménem kyberpunk, který se poprvé objevil na počátku 80. let. Společně s W. Gibsonem napsal později román The Difference Engine (česky Mašina zázraků, Návrat 1999), v němž proslavili steampunk.

### Počátky
Jeho prvotina Involution Ocean (česky Oceán prachu, Winston Smith, Praha 1993) pojednává o světě jménem Nulakva, na němž se veškerá atmosféra drží v jediném, několik kilometrů hlubokém kráteru. Příběh popisuje loď plavící se po oceánu prachu na jeho dně, jejíž posádka loví stvoření, označovaná jako prašné velryby, která žijí pod hladinou.

### Vrchol kariéry
Od konce 70. let psal Sterling sérii povídek, odehrávajících se ve vesmíru Tvárných/Mechanistů: Sluneční soustava je kolonizovaná, dvě největší frakce spolu vedou válku. Mechanisté hojně využívají technologie založené na výpočetní technice, Tvární ve velkém měřítku praktikují genetické inženýrství. Situace se komplikuje následným kontaktem s cizími civilizacemi. Lidstvo se nakonec rozdělí na mnoho poddruhů, z mnoha náznaků se můžeme domnívat, že velké množství z nich patrně Galaxii úplně opustí. Z tohoto světa taktéž pochází jeho patrně nejslavnější román Schismatrix, popisující životní dráhu Abelarda Lindsaye. Tento diplomat Tvárných je přinucen opustit svůj domov a stát se vyvržencem. Sledujeme vítězství a prohry tohoto zdatného manipulátora, konfrontovaného se Sterlingovým složitým světem. Povídky o Tvárných/Mechanistech lze nalézt ve sbírce Crystal Express a společně s románem Schismatrix jako součást knihy Schismatrix Plus (česky Schismatrix plus, Laser-books 2006).
Působí jako editor fanouškovských periodik a jeho komentáře k aktuálnímu dění se pravidelně objevují na internetu.
Roku 2003 byl jmenován profesorem na European Graduate School, kde vyučuje letní intenzivní kurzy na téma média a design.

## Stručná bibliografie
- Involution Ocean (1977)
- The Artificial Kid (1980)
- Schismatrix (1985)
- Ascendancies (1987)
- Islands in the Net (1988)
- Crystal Express (1989)
- The Difference Engine (s Williamem Gibsonem) (1990)
- The Hacker Crackdown: Law and Disorder on the Electronic Frontier (1992)
- Global Head (1992)
- Heavy Weather (1994)
- Holy Fire (1996)
- Schismatrix Plus (1996)
- Distraction (1998)
- A Good Old-Fashioned Future (1998)
- Zeitgeist (2000)
- Tomorrow Now: Envisioning the Next Fifty Years (2002)
- The Zenith Angle (2004)